# Kościół św. Wojciecha w Solcu
Kościół św. Wojciecha w Solcu – kościół parafialny w diecezji płockiej w dekanacie gostynińskim. Kościół jest położony w województwie mazowieckim w powiecie gostynińskim w gminie Gostynin.

## Historia
Parafia pod wezwaniem św. Wojciecha powstała prawdopodobnie w XV w., choć pierwsza wzmianka na jego temat pochodzi dopiero z roku 1506. Z wizytacji odbytej w 1609 r. wiadomo, że kościół był drewniany. W połowie XVII w. zastąpiono go nowym, także drewnianym. Ówczesna świątynia wyposażona była w dwa ołtarze: św. Wojciecha i św. Antoniego. Remontowano ją w latach 1790 i 1858.
Obecny kościół zbudowany został w latach 1891-1902 według projektu architekta Konstantego Wojciechowskiego, ale ostatecznie ukończony w 1923 r. W tym samym roku konsekrował go kard. Aleksander Kakowski. Polichromię wnętrza wykonał Leon Zdziarski. W 1939 r. świątynia uległa uszkodzeniu. Odbudowano ją w 1952 r. W czasie okupacji, po aresztowaniu ks. Antoniego Szałkiewicza w 1940 r., który zginął w Dachau, kościół był zamknięty.
Budynek jest utrzymany w stylu neogotyckim, murowany, z cegły na zaprawie cementowo-wapiennej, nieotynkowany z zewnątrz, z wieżą o wysokości 57 m. Wewnątrz przekryty jest sklepieniami krzyżowymi, a w zakrystii stropem płaskim. Więźba dachowa jest drewniana, wieszarowa. Dach jest dwuspadowy, kryty blachą miedzianą, nad prezbiterium znajduje się dach namiotowy, nad bocznymi pomieszczeniami – dwuspadowe. 

## Czasy teraźniejsze
Obecnie są trzy ołtarze: główny z rzeźbą Chrystusa Ukrzyżowanego oraz boczne Matki Boskiej Częstochowskiej i Św. Wojciecha. We wnętrzu kościoła znajdują się: obraz Matki Boskiej Bolesnej w ażurowej ramie – kopia według Sassoferrata z XVIII w. (odnowiono w konserwatorium w Gdańsku w 1981 r.), krzyż procesyjny drewniany z XVIII wieku oraz drewniane lichtarze o charakterze barokowym z XIX wieku.